# Lepista
Lepista (Fr.) W.G. Sm., J. Bot., London 8: 248 (1870).
Il genere Lepista comprende diverse specie di funghi che una volta erano ascritti al genere Clitocybe.

## Descrizione

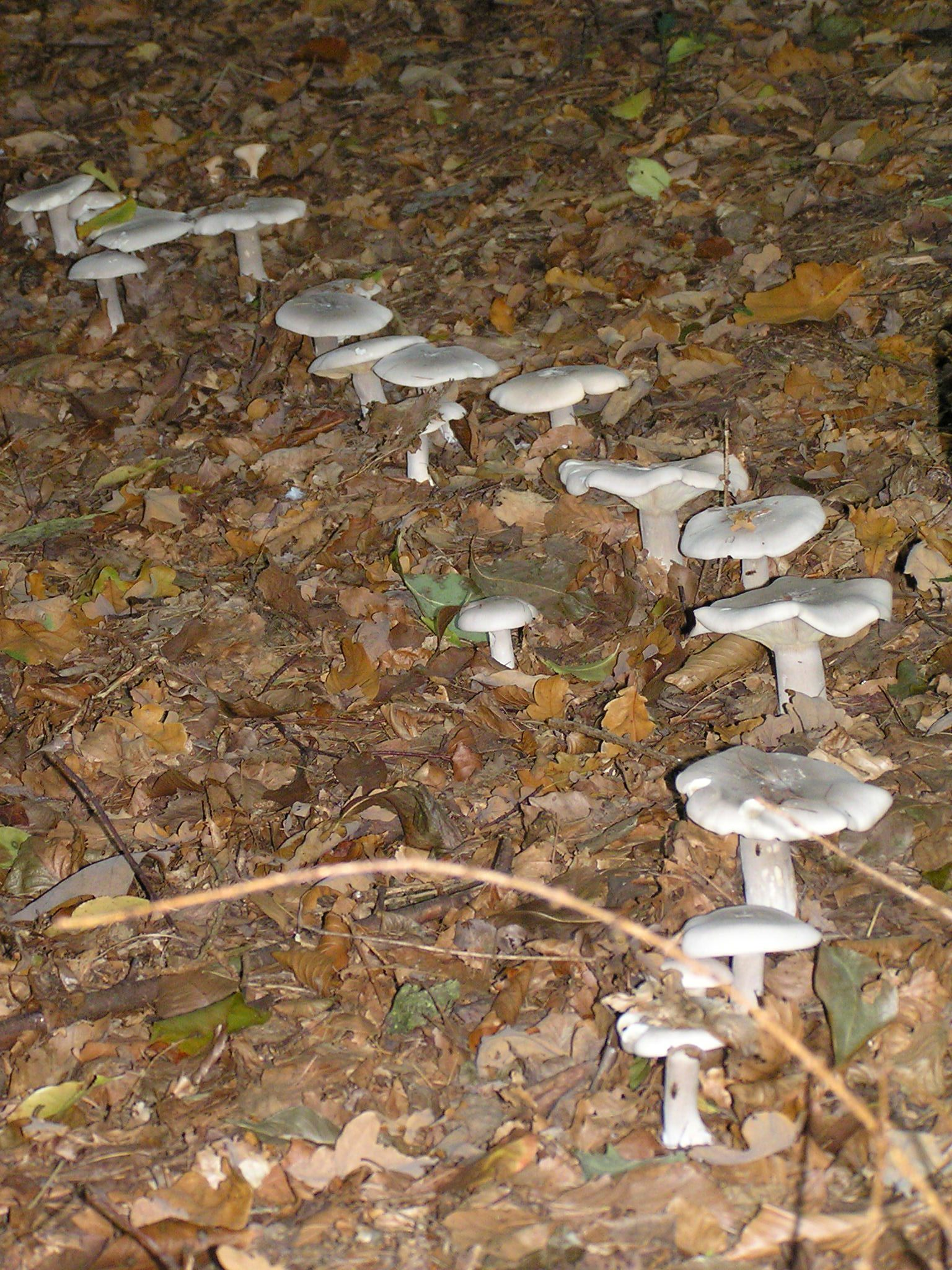
Lunga "fila" di Lepista nebularis

I funghi appartenenti a questo genere presentano spore ornate, al contrario delle specie di Clitocybe che le hanno lisce.
Sono specie di taglia media, occasionalmente grande, con colori spesso vivaci, alcune hanno un portamento imbutiforme con lamelle fitte, sottili, decorrenti sul gambo, altre hanno lamelle smarginate e portamento tricolomoide;  la carne ha spesso una consistenza "elastica".
In tutte le specie del genere Lepista le lamelle sono facilmente separabili dalla carne del cappello e si presentano colorate; la sporata in massa va dal rosa al crema.
Il gambo è di solito irregolare, corto e cavo, non presenta anello.
Non si conoscono specie tossiche, eccetto la Lepista nebularis, leggermente tossica e di controversa commestibilità;  alcune specie possiedono un sapore mite, mentre in altre risulta poco gradevole se non alquanto sgradevole.

## Caratteristiche
- La Lepista caespitosa var. pepata possiede un caratteristico sapore "piccante" che preserva in piccola parte dopo la cottura.
- Particolare il caso della Lepista glaucocana che normalmente possiede un sapore gradevole ma, in alcuni casi, quest'ultimo risulta alquanto cattivo;   sembra che il luogo di crescita possa influenzare fortemente le caratteristiche organolettiche che determinano il sapore di questa specie.
- La L. nebularis, come già detto, è edule con cautela perché ha rivelato una tossicità da accumulo alla lunga durata (in alcuni casi anche seria), specialmente se consumata poco cotta. Secondo un recente studio svizzero contiene muscarina, anche se in tracce.

## Specie diLepista
- Lepista caespitosa
- Lepista densifolia
- Lepista flaccida = Lepista gilva
- Lepista glaucocana
- Lepista irina
- Lepista luscina
- Lepista multiformis
- Lepista nebularis
- Lepista nuda
- Lepista ovispora
- Lepista personata
- Lepista piperata
- Lepista pseudoectypa
- Lepista sordida
- Lepista subconnexa

## Galleria d'immagini

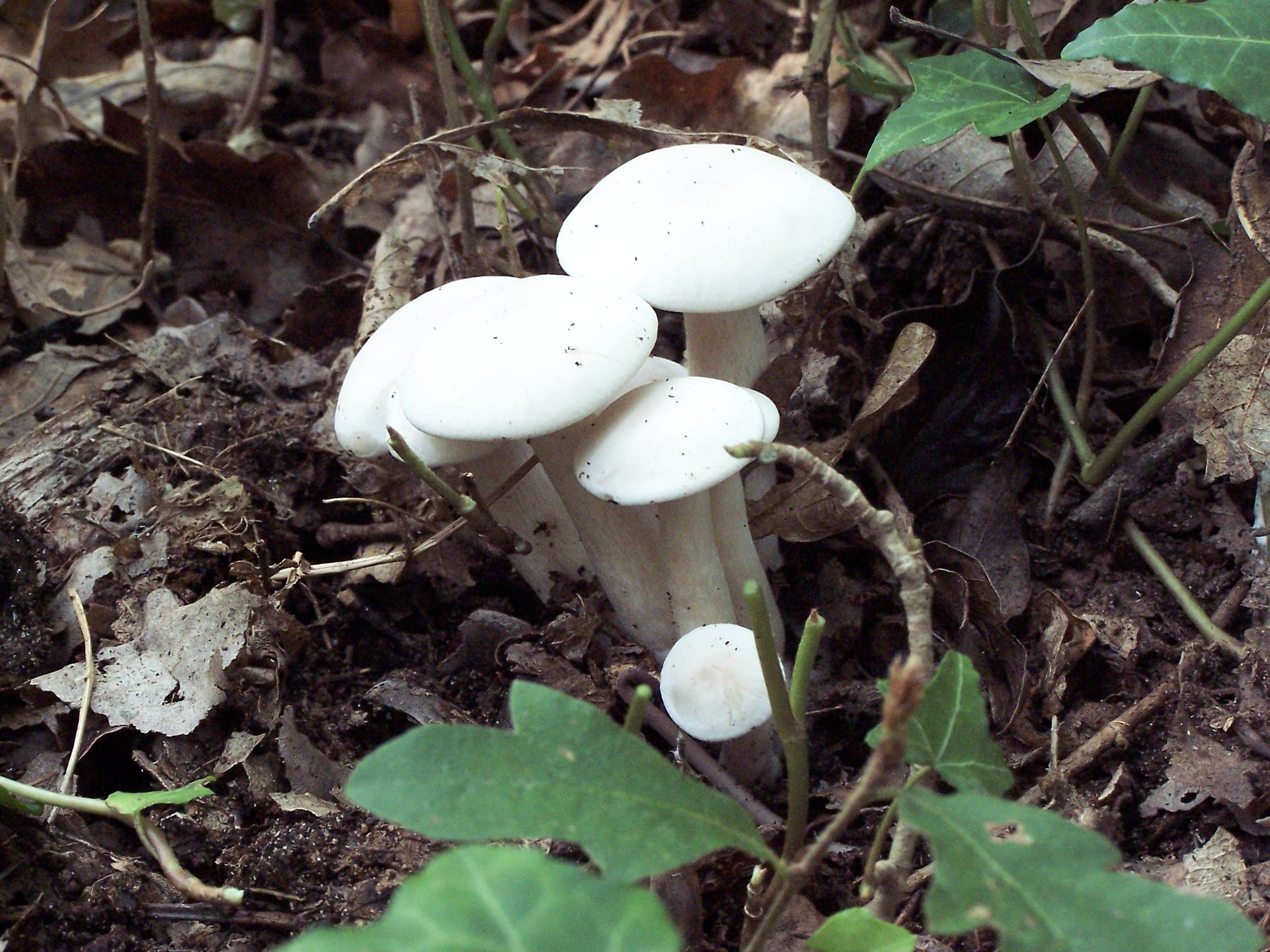
L. caespitosa
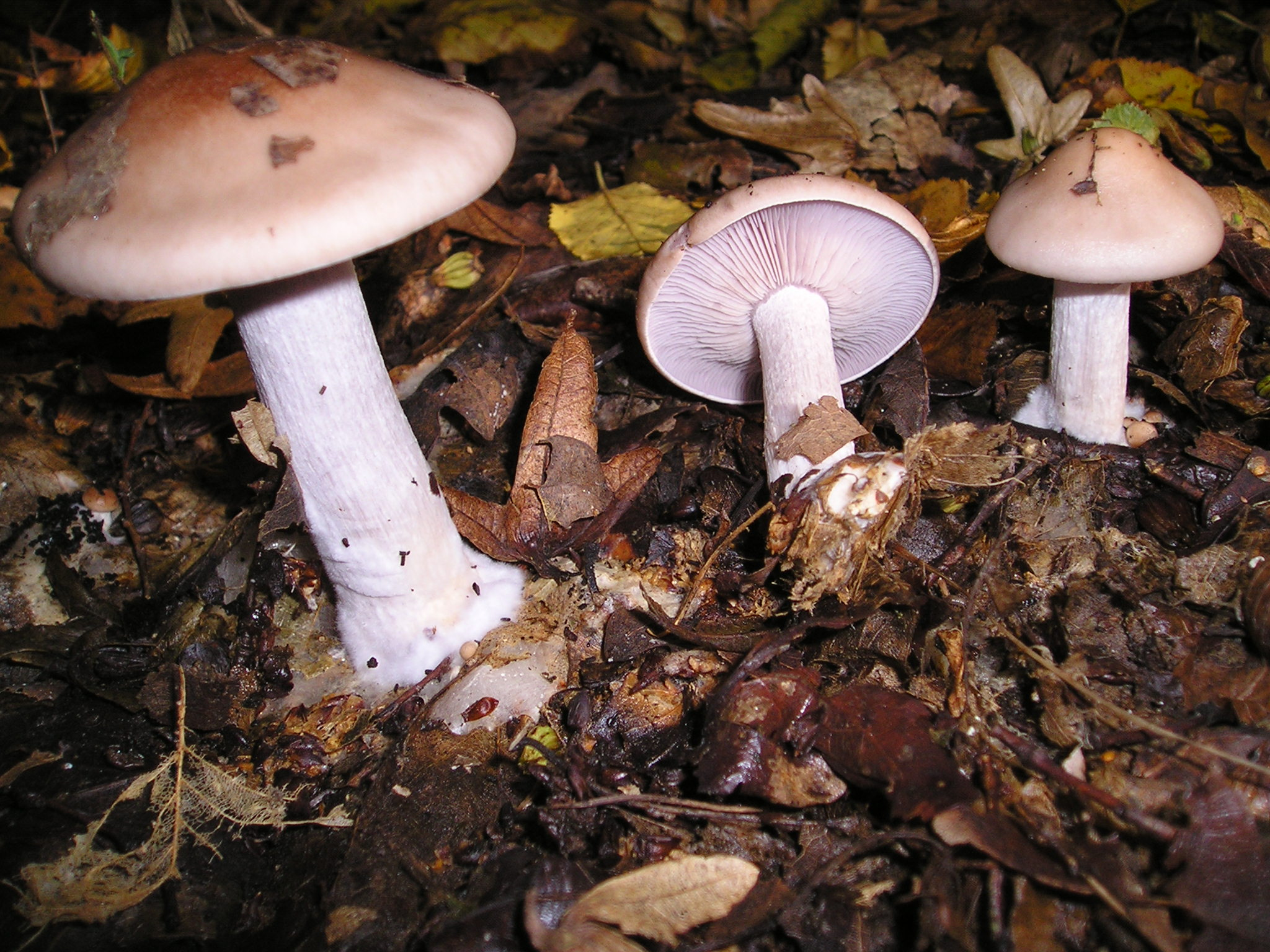
L. glaucocana
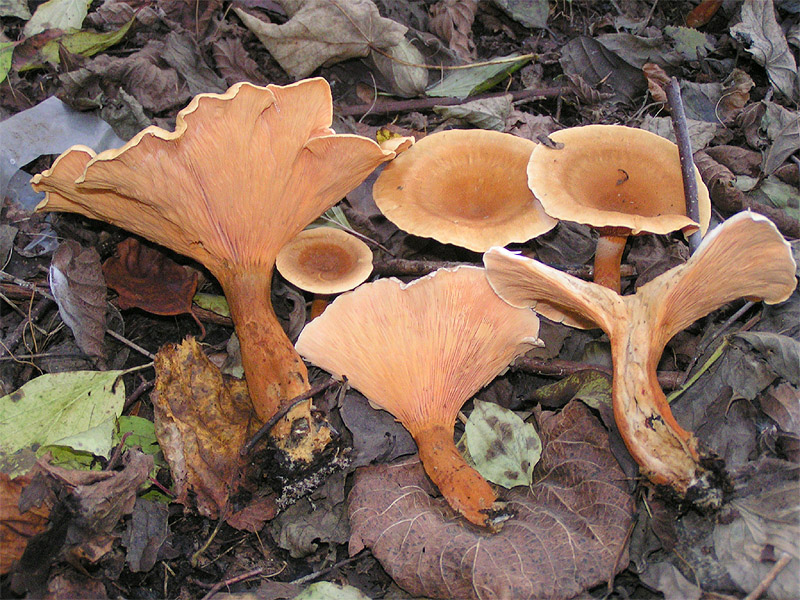
L. inversa
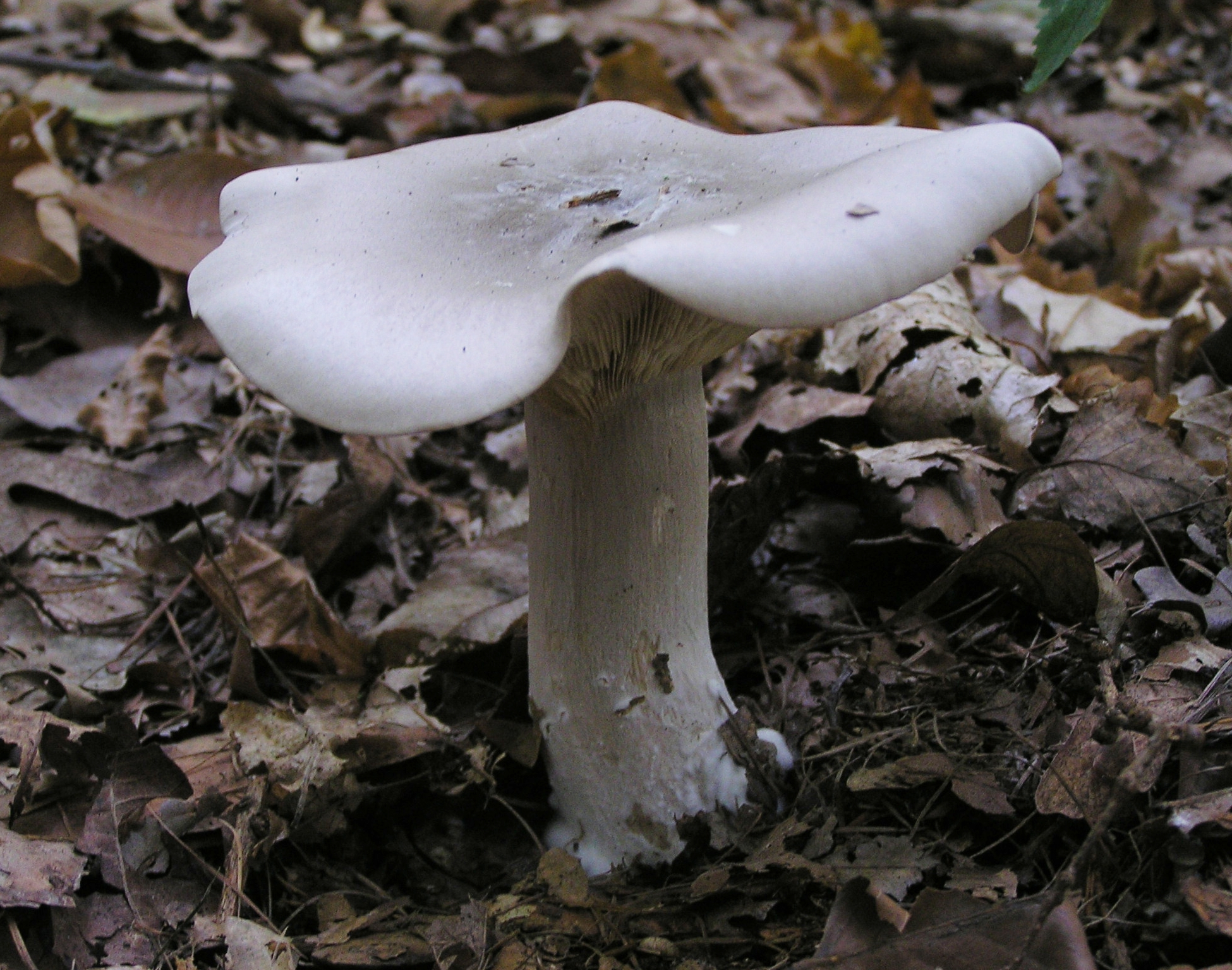
L. nebularis
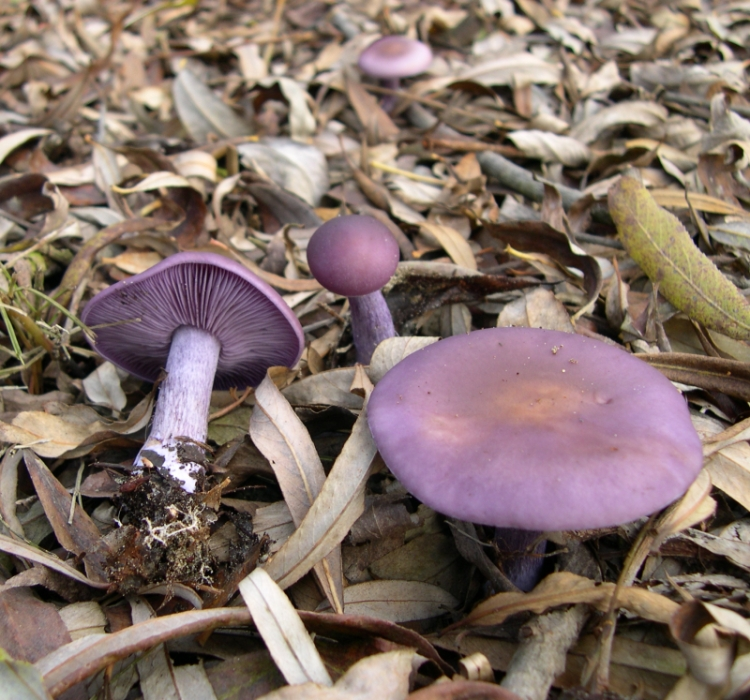
L. nuda
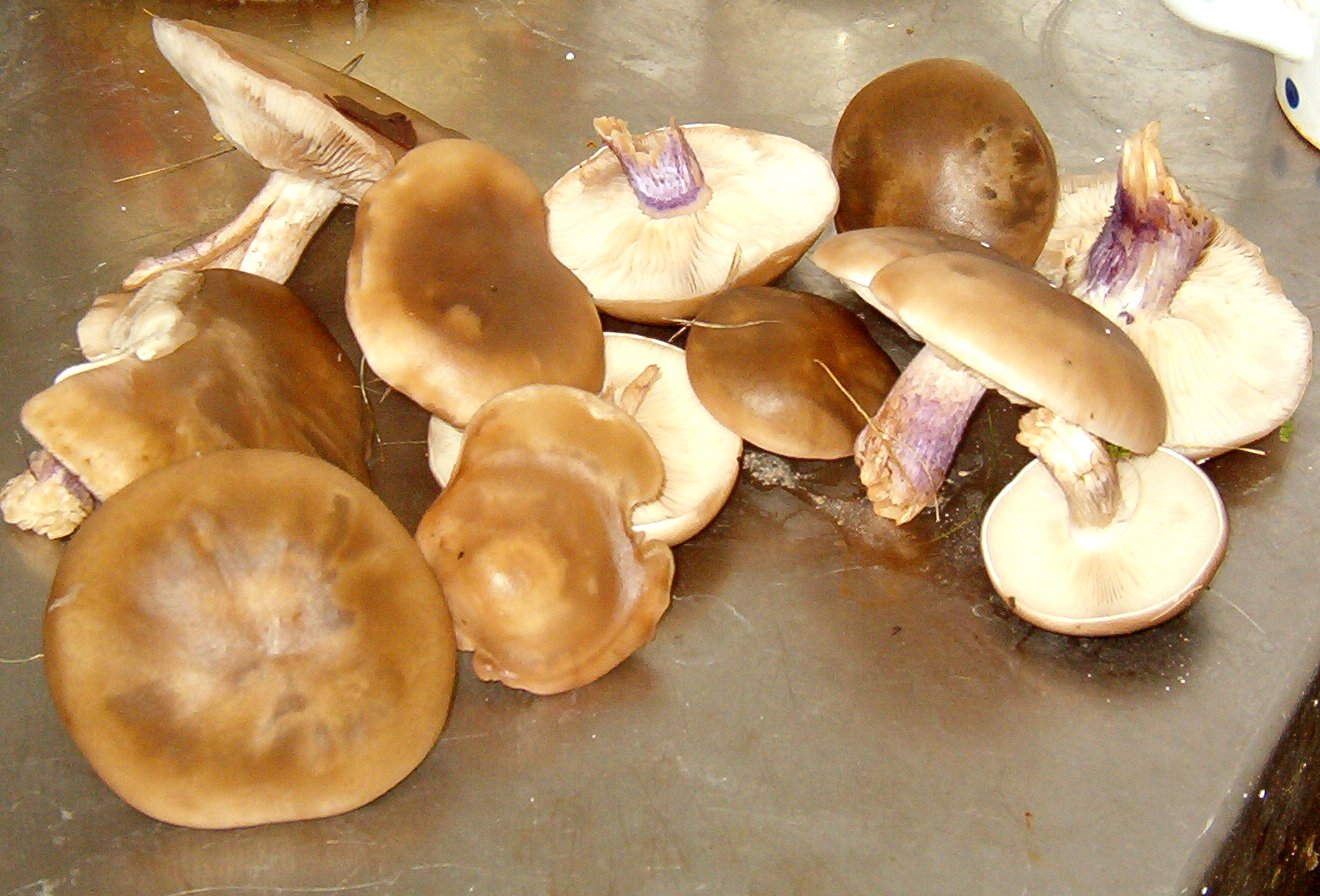
L. personata